# (33055) 1997 UB15
1997 يو بي 15 (ويعرف أيضًا باسم (33055) 1997 يو بي 15 وفق تسمية الكوكب الصغير) (بالإنجليزية: 1997 UB15)‏ هو كويكب ضمن حزام الكويكبات؛ وترتيبه 33055 من حيث الاكتشاف.
اكتُشف هذا الجُرم الفلكي بواسطة Yoshisada Shimizu ‏ في 26 أكتوبر 1997.

## وصلات خارجية
- (33055) 1997 UB15 في قاعدة بيانات مختبر الدفع النفاث لأجرام النظام الشمسي الصغيرة

- الاكتشاف · مخطط المدار ·  العناصر المدارية · المعلمات المادية

- (33055) 1997 UB15 على موقع ويكي سكاي: DSS2, SDSS, GALEX, IRAS, Hydrogen α, X-Ray, Astrophoto, Sky Map, Articles and images